# 山阳渎

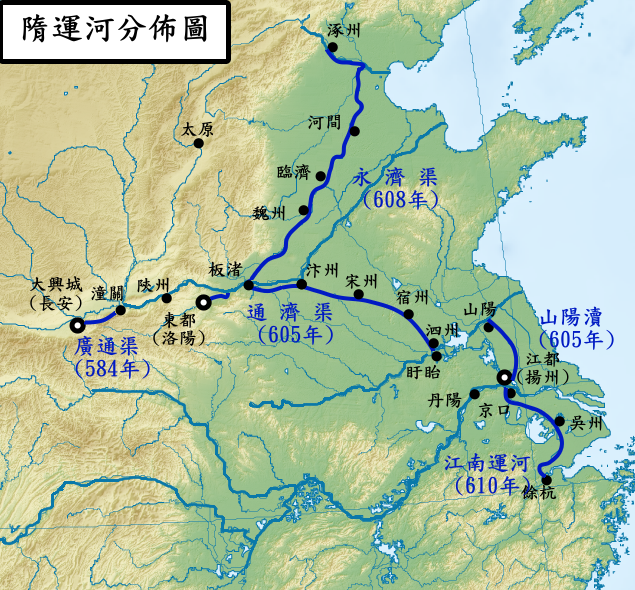
隋唐大运河，以東都洛陽為中心，西沿廣通渠達大興城長安，北由永濟渠達涿州、南經通濟渠、山陽瀆和江南運河達江都、餘杭。

山阳渎，隋唐大运河的组成部分，北起山阳（今淮安），南至扬子津（今扬州南），长300里，水面阔40步，沟通淮河和长江，原为春秋时期古邗沟，隋开皇七年（587年）修复疏通，大业元年（605年）再度疏通加宽。元朝修京杭大运河，原隋唐大运河的部分河段作废，而山阳渎仍然是京杭大运河的组成部分。
公元前486年，吴王夫差开邗沟（又叫韩江），《水经·淮水注》称中渎水，利用自然湖泊和河流串联而成，路程弯曲。东汉末广陵（治所在今扬州市）太守陈登的改道，由樊梁湖往北，直至淮安入淮，改变过去绕道博芝、射阳两湖的曲折线路。这一改变奠定了后来邗沟的基本格局。晋穆帝时期，地方官员陈敏在原运河的西边，从射阳到末口开凿了另一条路程较短而又较直的新运河，取名山阳运道，亦叫山阳水道。到隋代，这条运河虽被淤塞，但行水路线仍清楚。开皇七年(公元587年)，隋文帝修复了这条运河，称山阳渎，与此同时还整修了汴河。605年，隋炀帝又征发淮南10余万人，重修山阳渎，改由扬子津入江，全长150余公里，水面阔40步。